# Yūji Hyakutake
Yūji Hyakutake (jap. 百武裕司 Hyakutake Yūji; ur. 7 lipca 1950, zm. 10 kwietnia 2002) – japoński astronom amator.
W grudniu 1995 odkrył kometę C/1995 Y1, a w styczniu 1996 C/1996 B2 (Hyakutake) – Wielką Kometę roku 1996.
Jego imię nosi planetoida (7291) Hyakutake.